# ماجد ابوسیدو
ماجد ابوسیدو (عربی: ماجد أبو سيدو؛ زادهٔ ۱ نوامبر ۱۹۸۵) بازیکن فوتبال اهل فلسطین است.
از باشگاه‌هایی که در آن بازی کرده است می‌توان به باشگاه فوتبال الیرموک کویت، باشگاه ورزشی کاظمه کویت، باشگاه ورزشی السالمیه کویت، و باشگاه ورزشی التضامن کویت اشاره کرد.
وی همچنین در تیم ملی فوتبال فلسطین بازی کرده است.